# Ignaz Rudolph Schiner

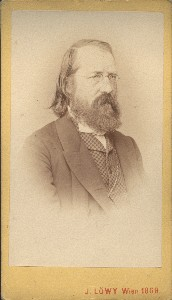
Ignaz Rudolph Schiner.

Ignaz Rudolf Schiner (Fronsburg, Horn, 1813 — Viena, 6 de Julho de 1873) foi um entomologista que se notabilizou no estudo dos Diptera.

## Biografia
Foi secretário ministerial em Viena. As colecções entomológicas de Schiner estão integradas no Naturhistorisches Museum de Viena.
As suas publicações mais importantes são:
- Fauna Austriaca. Die Fliegen (Diptera). Nach der analytischen Methode bearbeitet 1862–1864.
- As editor  Catalogus systematicus dipterorum Europae. W.M.W. Impensis: Societatis Zoologico-Botanicae 1864.